# Гольдштейн Аркадій Федорович
Аркадій Федорович Гольдштейн (відомий також як Аріель Голан; нар. 10 грудня 1921, Херсон, Українська РСР — пом. 2 грудня 2007, Єрусалим, Ізраїль) — російський та ізраїльський дослідник Кавказу, дослідник архітектури, письменник; кандидат архітектури.

## Біографія
Народився 1921 року в Херсоні. Учасник німецько-радянської війни, дійшов до Угорщини, де був поранений у бою під містом Сомбатгей. Нагороджений медаллю «За бойові заслуги».
У 1951 році закінчив навчання на архітектурному факультеті Харківського інженерно-будівельного інституту. Після цього працював архітектором в місті Саратові.
Закінчив аспірантуру в Академії будівництва і архітектури СРСР, темою кандидатської дисертації була творчість американського архітектора Френка Ллойда Райта. У ті ж роки Гольдштейн переклав з англійської книгу Райта «Майбутнє архітектури», яка була видана в 1960 році з його коментарями і з передмовою, написаним Гольдштейном спільно з Олександром Гегелло, його науковим керівником. У 1973 році вийшла в світ монографія Гольдштейна про Райта.
У 1959—1969 роках викладав архітектуру на будівельному факультеті кафедри архітектури і будівельних конструкцій Дагестанського державного університету. Під час викладання курсів щодо основ проектування та історії архітектури і містобудування, у нього виник інтерес до традиційної архітектури Кавказу, якій він присвятив свої основні праці. Надалі Гольдштейн став старшим науковим співробітником Центрального науково-дослідного інституту теорії та історії архітектури.
Аркадій Федорович є автором понад шістдесят друкованих праць, в тому числі науково-популярної книги «Вежі в горах», присвяченій матеріальній культурі і побуту народів Кавказу, де в формі подорожніх записок документовані і систематизовані архітектурні пам'ятки Північного Кавказу, багато з яких вже в 1960-ті роки знаходилися на межі зникнення, також описані побут та традиції народів Кавказу. У зв'язку з тим, що у «Вежах» критикувалася місцева влада, в Дагестані книги були вилучені з продажу.
У науковій монографії «Середньовічне зодчество Чечено-Інгушетії та Північної Осетії» автор зробив спробу узагальнення і класифікації середньовічного зодчества даних регіонів, "велика увага була приділена автором проблематиці генезису оборонних, похоронних і культових споруд, виявлення зв'язків місцевого зодчества з архітектурою суміжних країн, а також походження архітектурних форм «. Професор, доктор історичних наук, археолог В. Тменов назвав цю роботу Гольдштейна «першою спробою комплексного підходу професіонала-архітектора до досліджуваної теми». У передмові до книги «Середньовічне зодчество Чечено-Інгушетії та Північної Осетії» Геннадій Мовчан писав:
|  | Робота А. Ф. Гольдштейна по суті відкриває нам ту архітектуру, яка тут вціліла, і він зумів побачити - вперше! - в цих небагатьох зруйнованих залишках дорогоцінний матеріал для наукових побудов - побачив в них як геологічні нашарування змінювали одна одну. ...у цій роботі автор шукає і дає смислове та історико-архітектурне обґрунтування величезній кількості фактів, які опинилися на шляху його маршрутів по Чечено-Інгушетії і Осетії. Обгрунтування в більшості випадків нові, часто сміливі. Автор шукає і знаходить потрібні паралелі в досить широкій зоні і географічної, і історичної, і навіть - з успіхом - лінгвістичної (термінологічний аналіз). Навіть поодинокі, приватні архітектурні або конструктивні прийоми не залишені ним без уваги. Більшість його постулатів доводиться визнати мабуть правильними, ось так, зараз, важко їх опротестувати. І у всякому разі цікавими, правдоподібними, якщо навіть вони і спонукають до подальших вишукувань і перевірці. Само собою, такий підхід до теми вимагав від автора великий прозорливості, здатності до здогаду, наукової дотепності. Все це робить роботу по-справжньому цінною, оригінальною і цікавою для всіх, хто вивчає Кавказ. |

Багато тез Гольдштейна піддавалися і піддаються критиці, однак він є одним з дослідників, що стояли біля витоків системного вивчення пам'яток центральної і східної частини Північного Кавказу. До його робіт зверталися такі дослідники Кавказу, як: Геннадій Мовчан, Селім Хан-Магомедов, Віктор Шнірельман, Шарпудін Ахмадов, Віталій Тменов, Мужухоєв М. Б. та інші.
Обстеживши місцевість Центрального Дагестану, Гольдштейн опублікував низку статей і книжку «Архітектурні пам'ятки Кайтага» (Махачкала, 1969), потім об'їздив весь Північний Кавказ і опублікував книгу «Вежі в горах» (Москва, 1977).
«Його зацікавили деякі загальні проблеми архітектури цього регіону, зокрема баштові типи житла», — згадував Хан-Магомедов у своїх працях. Опублікувавши книгу «Вежі в горах», Гольдштейн захистив докторську дисертацію з архітектури Північного Кавказу, проте ВАК її не затвердила через звертання до політичних питань, які не мали відношення до якості наукового дослідження.
У 1973 році в місті Алагир, в горах Північної Осетії, проводив натурні обстеження збережених пам'яток народного зодчества.
У 1987 році Гольдштейн репатріювався до Ізраїлю, де змінив ім'я на «Аріель Голан». Під цим ім'ям опублікував дві роботи про символізм народних орнаментів, які використовуються в традиційній архітектурі та інших ремеслах. Згідно теорії автора, повторювані або подібні у різних культурах елементи орнаментів мають спільні витоки, що сягають епохи кам'яного віку, коли вони символізували божеств пантеону. Книга «Міф і символ» містить величезну базу даних подібних орнаментів-символів, багато з яких були зібрані Гольдштейном у подорожі Кавказом. Обидві книги були видані англійською мовою, «Міф і символ» також російською. На ці останні роботи Гольдштейна посилаються праці зарубіжних і вітчизняних авторів в різних областях, в основному пов'язані з релігієзнавством, антропологією і археологією. Інші, визнаючи цікавими ідеї і дані роботи Гольдштейна, критикують його наукові методи як застарілі або помилкові.

## Рукописи
Збереглася неопублікований рукопис книги Гольдштейна «Архітектура Північного Кавказу», над якою автор працював у період між 1960 і 1980 роками. Рукопис супроводжується фотографіями, зробленими автором під час поїздок Кавказом: їх більше п'ятисот. Автору вдалося переправити її до Ізраїлю вже після свого від'їзду з СРСР.
Селім Хан-Магомедов згадував про підготовлений до друку, але так і не опублікований рукопис «Кумикська архітектура». Її місцезнаходження, а також доля інших неопублікованих матеріалів Гольдштейна, на даний момент невідома.

## Публікації

### Книги
Російською мовою
- Гольдштейн А. Ф. «Культура производства и эстетика труда»: Из опыта машиностроит. предприятий. — ил. — М. : «Машиностроение», 1968. — 103 с.
- Гольдштейн А. Ф. «Иллюстрации к курсу архитектуры для специальности ПГС". — рис. — Махачкала, 1966. — 106 с.
- Гольдштейн А. Ф. «Архитектурные памятники Кайтага». — a-ил. — Махачкала : «Дагкнигиздат», 1969. — 31 с. — 1 000 прим.
- Гольдштейн А. Ф. «Франк Ллойд Райт» / Науч. ред. — д-р арх-ры С. О. Хан-Магомедов. — ил. — Б. ц. — М. : Стройиздат, 1973. — 136 с.
- А. Ф. Гольдштейн. «Средневековое зодчество Чечено-Ингушетии и Северной Осетии» / Центральный НИИ теории и истории архитектуры. — ил. — М. : «Наука», «Главная редакция восточной литературы», 1975. — 57 с. — 10 000 прим.
- Гольдштейн А. Ф. «Башни в горах». — М. : Советский художник, 1977. — 334 с. — 37 000 прим.
- Гольдштейн А. Ф. «Зодчество: книга для учащихся старших классов» / Под ред. Ю. С. Яралова. — ил., фот. — М. : Просвещение, 1979. — 445 с. — 100 000 прим.
- Голан А. «Миф и символ». — 2-е, ил. — М., Иерусалим : «Руслит», Тарбут, 1994. — 371 с.

Іншими мовами
- Ariel Golan. «Миф и символ: символизм в доисторических религиях» = «Myth and symbol: symbolism in prehistoric religions»(англ.). — «The Journal of Religion», 1991. — ISBN 978-9652222459.
- Ariel Golan. «Доисторическая религия: мифология, символизм» = «Prehistoric religion: mythology, symbolism»(англ.). — 2003. — ISBN 978-9659055500.

### Статті
Російською мовою
- Гольдштейн А. Ф. «Башенные сооружения горного Дагестана». Архитектурное наследство. Сб. 23, М., 1975.
- Гольдштейн А. Ф. «Генетические связи дагестанского длиннопланного дома». В сб. «Зодчество Дагестана». Махачкала, 1974.
- Гольдштейн А. Ф. «Дороги и мосты старого Дагестана». В сб. «Зодчество Дагестана». Махачкала, 1975.
- Гольдштейн А. Ф. «Жилой дом в народной архитектуре кумыков». СНС ДГУ, вып. I. Махачкала, 1967.
- Гольдштейн А. Ф., Гаджиева С. Ш.. "Жилище дагестанских теркеменцев[ru] XIX — начале XX в.". — Махачкала, 1974. — Вып. I (25 мая). — С. 45—69.
- Гольдштейн А. Ф., Гаджиева С. Ш. «Из истории жилища дагестанских ногайцев». УЗИИЯЛ, т. XX, серия общ. наук. Махачкала, 1970.
- Гольдштейн А. Ф. «К типологии дагестанского жилища». В сб. «Зодчество Дагестана». Махачкала, 1974.
- Гольдштейн А. Ф. «Намогильные стелы Дагестана». В кн. «Дагестанское искусствознание», вып. I. Махачкала, 1977.
- Гольдштейн А. Ф. «О стиле архитектурного орнамента Дагестана». ГМИНВ, вып. VI. М., 1972.
- Гольдштейн А. Ф. «Планировка и застройка дагестанских селений». СНС ДГУ, вып. III. Махачкала, 1969.
- Гольдштейн А. Ф. «Планировка и фортификация горных селений Чечено-Ингушетии и Северной Осетии». Архитектурное наследство. Сб. 25, М., 1976.
- Гольдштейн А. Ф. «Прообраз формы ионической капители в искусстве Ирана, Кавказа и Восточного Средиземноморья». В кн. «Искусство и археология Ирана». 2-я Всесоюзная конференция. ГМИНВ, М., 1976.
- Гольдштейн А. Ф.. "Своеобразные типы планировок дагестанского жилища". — М. : Архитектурное наследство, 1975. — № 23 (25 травня).
- Гольдштейн А. Ф. «Срубные конструкции домостроительства в нагорном Дагестане XV—XVIII веков». В сб. «Зодчество Дагестана». Махачкала, 1974.
- Гольдштейн А. Ф.. "Традиционная строительная техника в дагестанском зодчестве". — Махачкала : ДГУ, 1969. — Вип. III (25 травня).
- Гольдштейн А. Ф.. "Семантика символа креста в древних культурах Передней Азии и Кавказа" // «Искусство и археология Ирана и его связь с искусством народов СССР с древнейших времён» : Сб.. — Тез. докл.. — М. : «Советский художник», 1979. — Вип. III Всесоюз. конф. — С. 30, 31. — 96 с.

### Автореферати дисертацій
- «Гольдштейн А. Ф. Специфика и генезис архитектуры Дагестана, Чечено-Ингушетии и Северной Осетии XII—XIV веков»: Автореферат дис. на соиск. учён. степени д-ра арх-ры: (18.00.01) / Центр. науч.-исслед. ин-т теории и истории архитектуры. М., 1977.
- «Гольдштейн А. Ф. Теория и практика „Органичной архитектуры“ (На примере творчества Ф. Л. Райта)»: Автореферат дис. на соискание учён. степени канд. арх-ры. (№ 840) / Груз. политехн. ин-т. Тбилиси, 1969.
- «Гольдштейн А. Ф. Теоретические взгляды архитектора Райта»: Автореферат дис. на соискание учён. степени канд. арх-ры / Архит. А. Ф. Гольдштейн; Академия строительства и архитектуры СССР. НИИ теории и истории архитектуры и строит. техники. М., 1959.